# Gouvernement Kalisch

Wappen des Gouvernement Kalisch

Lage des Gouvernement Kalisch im Kongresspolen, 1910

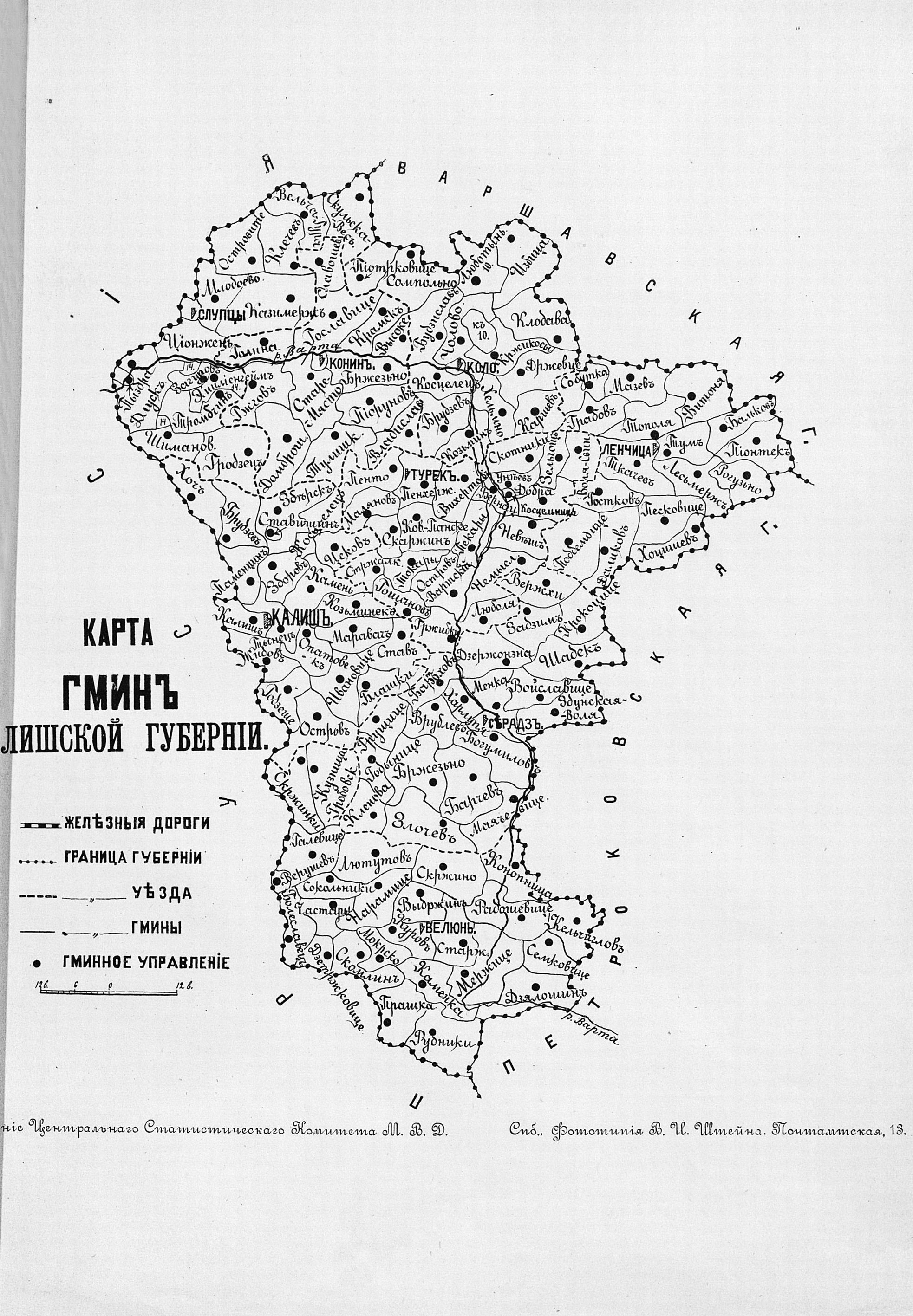
Karte des Gouvernements Kalisch, 1892

Das Gouvernement Kalisch (Калишская губерния) war ein Gouvernement des russisch beherrschten Kongresspolens bzw. Weichsellands in den Jahren 1837–1844 und 1867–1918. Es hatte eine Fläche von etwa 11.373,5 km². Hauptstadt war Kalisch (polnisch Kalisz).
Das Gouvernement war das westlichste Gouvernement des ganzen Russischen Kaiserreiches. Nach dem Weltkrieg meistens in der Woiwodschaft Łódź.

## Gliederung
Das Gouvernement war eingeteilt in die acht Kreise:
- Kaliski
- Kolski
- Koniński
- Łęczycki
- Sieradzki
- Słupecki
- Turecki
- Wieluński

## Sprachen
| Sprache                            | Zahl    | Prozent (%) | Männer  | Frauen  |
| ---------------------------------- | ------- | ----------- | ------- | ------- |
| Polnisch                           | 705.400 | 83,91 %     | 345.348 | 360.052 |
| Jiddisch                           | 64.193  | 7,63 %      | 30.941  | 33.252  |
| Deutsch                            | 61.482  | 7,31 %      | 30.289  | 31.193  |
| Russisch                           | 7.451   | 0,88 %      | 5.985   | 1.466   |
| Ukrainisch                         | 1.429   | 0,16 %      | 1.391   | 38      |
| Anderen                            | 618     | <0,1 %      | 521     | 97      |
| Personen die keine Sprache angaben | 22      | <0,01 %     | 11      | 11      |
| Insgesamt                          | 840.597 | 100 %       | 414.488 | 426.109 |